# Gaetano Pilati
Gaetano Pilati (San Lazzaro di Savena, 29 agosto 1881 – Firenze, 7 ottobre 1925) è stato un politico italiano.

## Biografia
Nato nella frazione Croara nel 1881, si trasferì a Firenze nel 1906. Qui dapprima lavorò come manovale edile e poi fondò una propria impresa. Si iscrisse al Partito Socialista Italiano nel 1910. Antimilitarista, fu tuttavia chiamato alle armi all'inizio della prima guerra mondiale, durante la quale rimase mutilato del braccio sinistro per lo scoppio di una granata ; ricoverato all'istituto ortopedico Rizzoli di Bologna, ebbe modo di dedicarsi al progetto di diversi brevetti per arti artificiali e protesi meccaniche, da un tipo prensile di mano artificiale, di impiego generico, a una “pinza a ganasce mobili”, adatta ad artigiani e operai, ad un’altra più idonea per manovali e contadini. Studiò anche il prototipo di una gamba artificiale. Ma soprattutto si dedicò alla istruzione/formazione per l’uso delle protesi.
Nel 1919 divenne segretario generale della Lega proletaria mutilati e Deputato del Regno. Nel 1925 fu una delle vittime della violenta rappresaglia scatenata a Firenze dalle squadre fasciste nella notte tra il 3 e 4 ottobre. Quella notte il ras del capoluogo toscano, Tullio Tamburini, diede l'ordine alle squadre fasciste di eliminare dieci persone tra avvocati, ex deputati socialisti, insegnanti, medici, commercianti, consiglieri comunali di sinistra, in risposta all'uccisione avvenuta nella notte tra il 27 e 28 settembre del vicesegretario del Fascio Giovanni Luporini durante un'altra spedizione punitiva nei confronti di Napoleone Bandinelli e altri funzionari civili, rei di essere massoni, categoria tra le più odiate da Luporini. 
Il primo della lista di Tamburini fu proprio l'onorevole Pilati, socialista, massone e mutilato di guerra, il quale venne aggredito in casa da alcuni fascisti componenti della «Disperata», «tra le più feroci e spietate del fascismo fiorentino», come scrisse nel 1973 Walter Tobagi nel suo Gli anni del manganello. Dopo aver danneggiato studi, abitazioni e negozi, e aver malmenato innocenti per strada con lo scopo di togliere dalle vie del centro qualsiasi possibile testimone della spedizione che stavano iniziando, i fascisti entrarono in casa di Pilati dalla finestra sorprendendolo in camera da letto; Pilati fu bersaglio di alcuni colpi di pistola ma sopravvisse all'aggressione e fu portato in ospedale, dove però morirà pochi giorni dopo a causa delle gravi ferite riportate al ventre. 
L'impressione suscitata dai fatti di Firenze fu enorme; ci fu la pubblica protesta del vescovo, il prefetto fu messo a riposo e il questore trasferito, ma nessuno dei responsabili, noti a tutti, venne arrestato. Il 5 ottobre con lo scopo di minimizzare la gravità dell'episodio e placare la situazione, si recò a Firenze il segretario del partito fascista Roberto Farinacci per volere di Benito Mussolini, il quale ormai da tre anni al potere e non poteva consentire altri episodi del genere. Nonostante la visita di Farinacci, non venne preso nessun provvedimento nei confronti dei responsabili, e solo nel maggio 1927 iniziò un processo, che peraltro vide l'assoluzione dei tre aggressori, nonostante la testimonianza della moglie Amedea Landi (1885-1972) che aveva riconosciuto gli assassini, e alla quale sarebbe stata conferita nel 1992 la Medaglia d'oro al valor civile alla memoria.

## Onorificenze
Con il grado di sergente conquistava una trincea nemica nel 1917 e veniva nominato "aiutante di battaglia".